# Kim chi
Kim chi (Hangul: 김치) là một món ăn chính trong ẩm thực tại bán đảo Triều Tiên, là một món ăn truyền thống gồm các loại rau muối và lên men, chẳng hạn như cải thảo, cải bắp và củ cải, được chế biến với nhiều lựa chọn gia vị khác nhau bao gồm gochugaru (ớt bột), hành lá, tỏi, gừng và jeotgal (hải sản muối), v.v. Kimchi cũng được sử dụng trong nhiều loại canh.
Có hàng trăm loại kim chi được làm từ các loại rau khác nhau làm nguyên liệu chính. Theo truyền thống, kim chi được lưu trữ dưới mặt đất đựng trong đồ đất nung lớn để ngăn kim chi khỏi bị đóng băng trong những tháng mùa đông.  Đó là cách chính để lưu trữ rau trong suốt các mùa. Vào mùa hè, việc bảo quản trong lòng đất giữ cho kim chi đủ mát để làm chậm quá trình lên men. Trong thời hiện đại, tủ lạnh đựng kim chi thường được sử dụng để lưu trữ kim chi.

## Từ nguyên
Thuật ngữ ji (지), có nguồn gốc từ tiếng Triều Tiên cổ dihi (디히), đã được sử dụng để chỉ kim chi từ thời cổ đại. Sự thay đổi âm thanh có thể được mô tả đại khái là:
- dihi (디히) > di (디) > ji (지)

Dạng tiếng Hàn thời Trung Đại  dihi được tìm thấy trong một số cuốn sách từ Joseon (1392–1897).
Trong tiếng Hàn hiện đại, từ này vẫn là hậu tố -ji trong ngôn ngữ tiêu chuẩn (như trong jjanji, seokbak-ji), và như hậu tố  -ji  cũng như danh từ  ji  trong tiếng địa phương Gyeongsang và Jeolla. Hình thức không hoá thành khẩu cái âm  di  được bảo tồn theo phương ngữ Pyongan.

## Thành phần

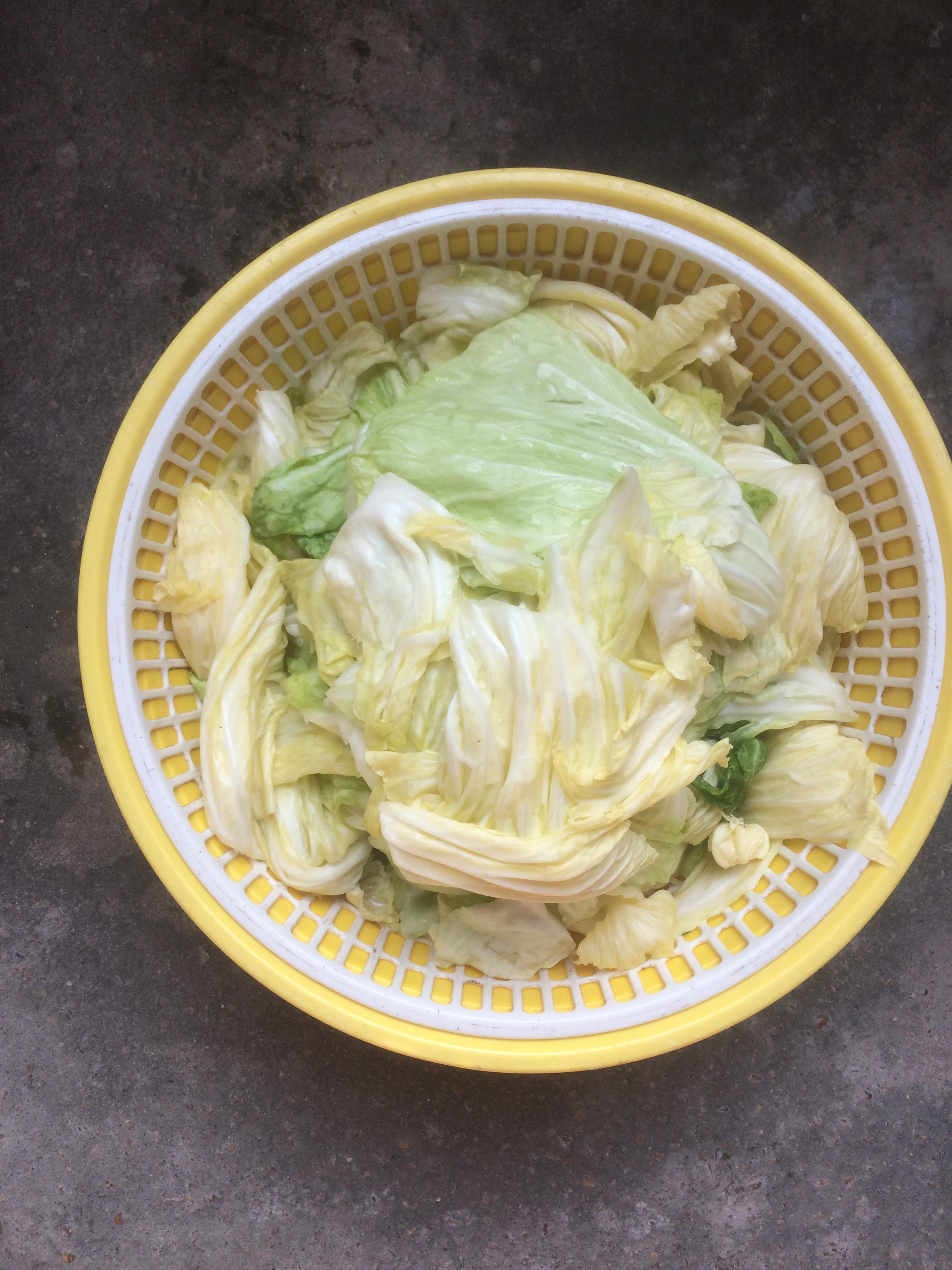
Cải bắp đã ướp muối trước khi trộn gia vị làm kimchi

Thành phần nguyên liệu để chế biến kim chi gồm: cải thảo (배추 baechu), củ cải (무 mu), tỏi (마늘 maneul), ớt (빨간고추 bbalgangochu), hành (파 pa), mực (오징어 ojingeo), tôm (새우 saeu), sò (굴 gul) hoặc hải sản khác, gừng (생강 saenggang), muối ăn (소금 sogeum), và đường (설탕 seoltang). Có nhiều món kim chi có thành phần khác, trong đó kim chi kkakdugi (깍두기) làm bằng củ cải và không dùng cải thảo, kimchi yeoju (여주) làm từ khổ qua, kimchi minali (미나리) làm từ rau cần, kim chi kollabi (콜라비) làm từ su hào, kimchi gaji  (가지김치) làm từ cà tím và kim chi oisobaegi (오이소배기) làm từ dưa chuột. Kim chi kkaenip (깻잎) làm bằng lá perilla - tía tô xanh Nhật Bản muối trong xì dầu, ớt, tỏi, hành và các gia vị khác. Bảo tàng về kim chi ở Seoul đã ghi nhận có 187 loại kim chi từ xưa đến nay.

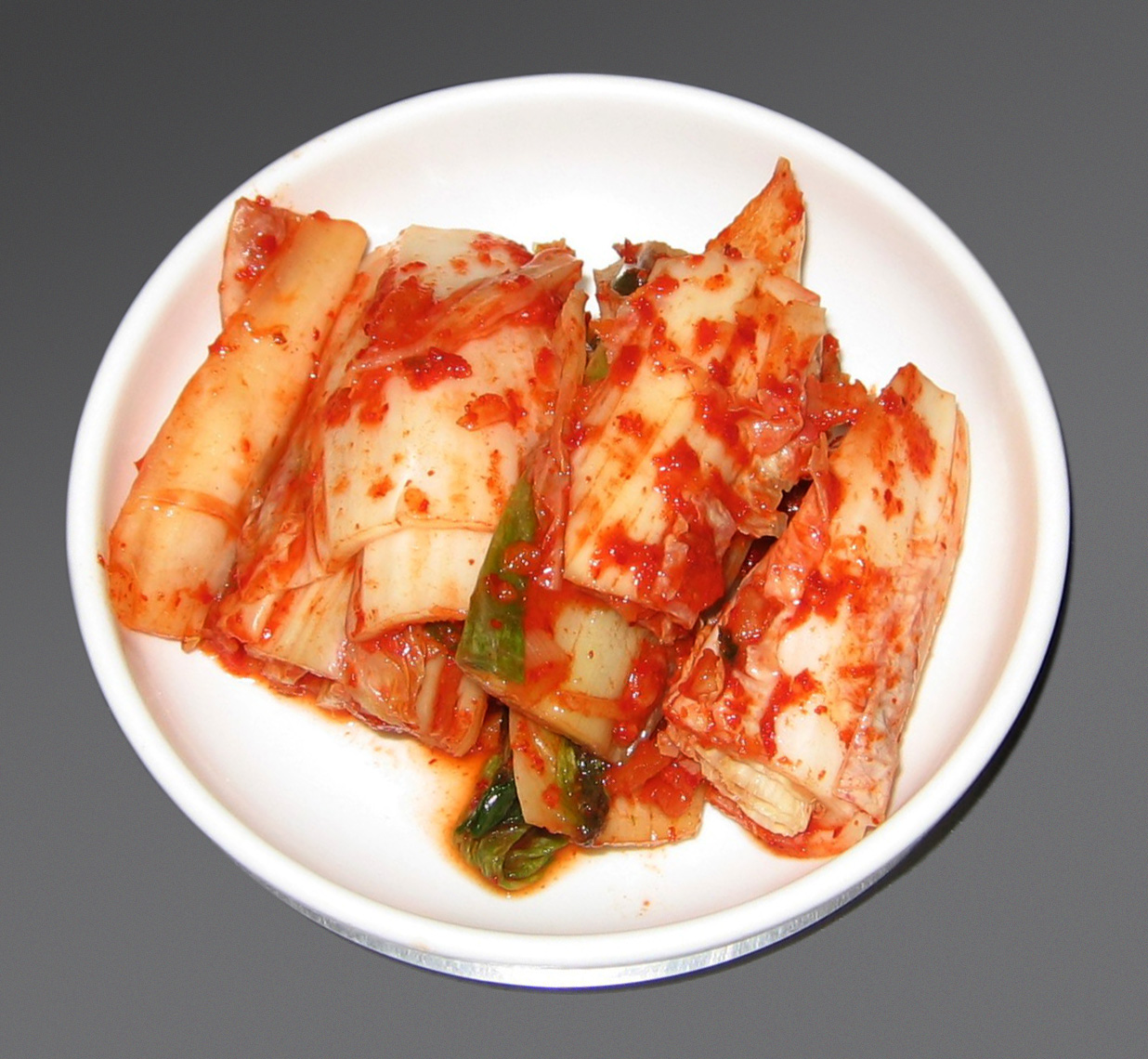
Kimchi cải thảo

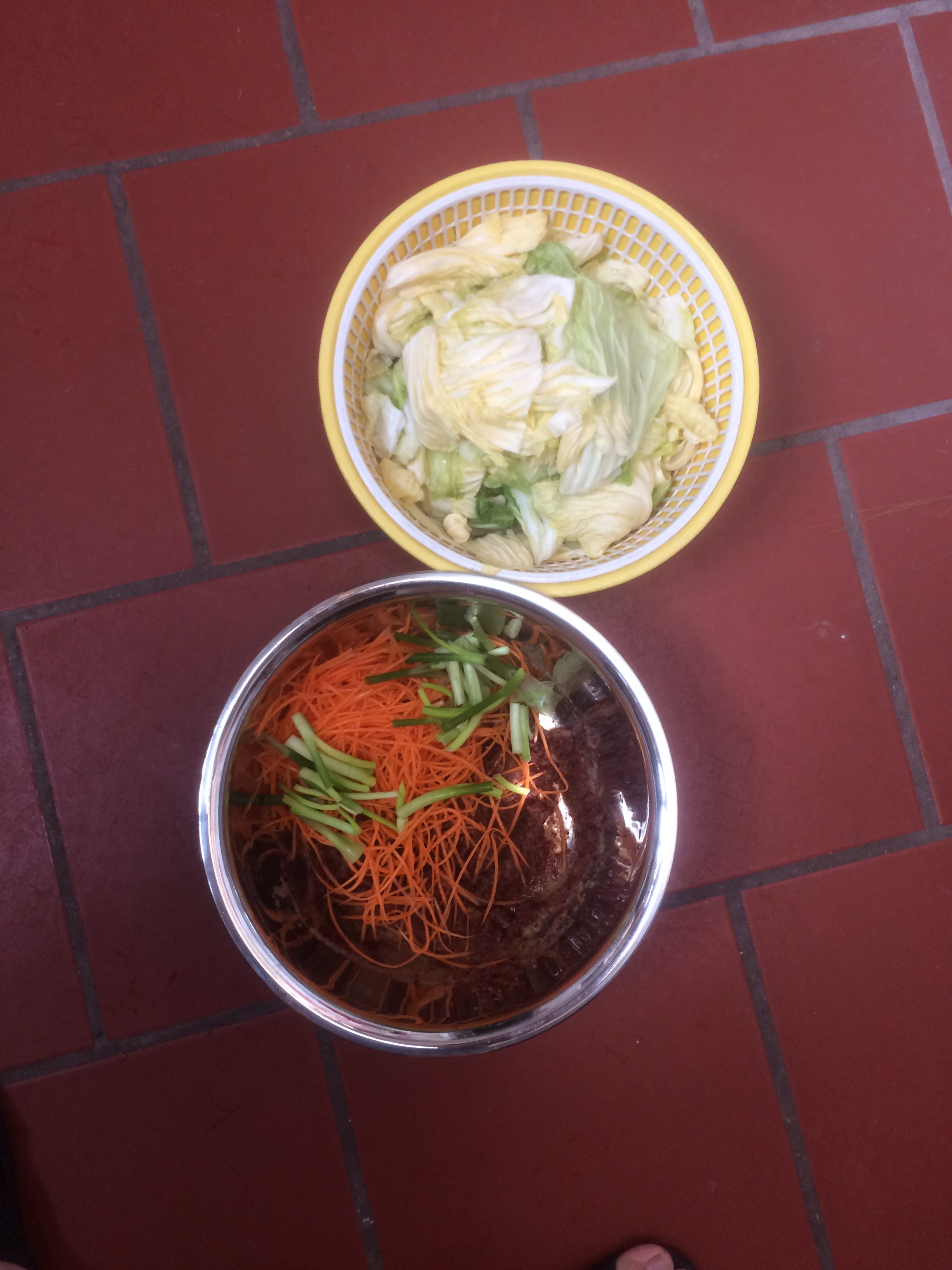
Kimchi cải bắp trước khi được trộn

Nếu không có cải thảo hoặc cảm thấy loại cải thảo Triều Tiên có mùi quá hăng, người ta có thể làm kim chi từ cải bắp (양배추 yangbaechu) thường, nhưng ít khi. Mùi vị của kim chi làm theo kiểu này có xu hướng nhẹ hơn và ít cay. Để tạo vị chua và lên men nhanh thay đường, ta có thể dùng táo (사과sagwa) thay thế, đem xay nhuyễn cùng tỏi và gừng với máy xay sinh tố.
Lượng men lactobacilli cao có mặt trong quá trình lên men kim chi, điều này dẫn đến lượng axit lactic trong sản phẩm cuối cùng còn cao hơn cả trong sữa chua.

### Vị cay
Vị cay của kim chi đến từ ớt tươi hoặc bột ớt được rắc vào kim chi.
Kim chi nguyên bản không có vị cay. Kim chi vị cay chỉ bắt đầu xuất hiện từ thế kỷ 17, khi ớt được du nhập vào Triều Tiên qua các thuyền buôn châu Âu (ớt là loại gia vị xuất xứ từ châu Mỹ, trước thế kỷ 16 thì châu Á và châu Âu không có loại quả này). Đến cuối thế kỷ 19 thì kim chi vị cay mới trở nên phổ biến. Ngày nay, đa số kim chi có vị cay, nên nhiều người hiểu nhầm là kim chi truyền thống cũng có vị cay.

### Sức khỏe và dinh dưỡng
Tạp chí Health Magazine của Mỹ đã từng gọi kim chi là một trong "năm thực phẩm có lợi cho sức khỏe nhất" của thế giới, với khẳng định rằng món ăn này giàu vitamin, giúp tiêu hóa tốt, và thậm chí còn có thể có tác dụng phòng bệnh ung thư. Trong khi đó, các nhà khoa học khác lại cho rằng các loại rau bảo quản không chứa vitamin, và do nó chứa lượng Nitrit cao, nếu ăn quá nhiều có thể gây ung thư. Các tính chất của kim chi liên quan đến sức khỏe xuất phát từ nhiều nhân tố. Kim chi thường được làm từ cải thảo, cải bắp, củ cải, hành, tỏi, những loại rau này đều có lợi cho sức khỏe. Cũng như sữa chua, kim chi còn có các men vi khuẩn sống có ích. Sau cùng, kim chi chứa nhiều ớt, loại quả này cũng đã được cho là có lợi cho sức khỏe nếu ăn với mức độ hợp lý.
Ở Đông Á, đôi khi người ta cho rằng số ca bệnh SARS ở Hàn Quốc không cao là do thói quen ăn nhiều kim chi, tuy rằng chưa ai xác nhận được mối liên hệ rõ ràng giữa việc ăn kim chi và sức đề kháng đối với SARS. Có một số bằng chứng cho thấy rằng kim chi có thể được dùng để chữa bệnh cúm cho gia cầm. Các nhà khoa học tại Đại học Quốc gia Seoul nói rằng họ đã cho 13 con gà bị cúm ăn chất chiết từ kim chi - và một tuần sau, 11 con bắt đầu khỏi bệnh. Hiện không có bằng chứng nào về hiệu quả phòng bệnh SARS của kim chi trên người.
Người ta tranh cãi về các tính chất có lợi cho sức khỏe mà kim chi có thể có, và món ăn này còn bị liên quan tới một số ảnh hưởng xấu đối với sức khỏe. Trong một nghiên cứu vào tháng 6 năm 2005, kim chi được liên kết với nguy cơ ung thư dạ dày, các nhà nghiên cứu Hàn Quốc đã phát hiện rằng những người ăn nhiều kim chi có nguy cơ ung thư cao hơn 50% so với những người khác, họ cho rằng lượng kim chi tiêu thụ cao có thể được xem là nguyên nhân chịu trách nhiệm cho tỷ lệ ung thư dạ dày tại Hàn Quốc và Nhật Bản cao gấp đôi ở Hoa Kỳ. Tuy nhiên, bột talc, một gia vị dùng trong món cơm tại hai nước này cũng được có thể coi là một nguyên nhân. Một số nghiên cứu đã liên hệ việc ăn kim chi với nguy cơ thấp cho ung thư dạ dày, nhưng các nghiên cứu khác lại liên hệ việc ăn một số loại kim chi (chứa củ cải) với nguy cơ ung thư cao. Chính độ muối cao trong kim chi và nước mắm dùng làm gia vị cũng có thể là vấn đề, vì ăn nhiều muối có thể làm trầm trọng hơn các tình trạng bệnh lý chẳng hạn như cao huyết áp.
| Chất dinh dưỡng  | Trong 100g + | Chất dinh dưỡng | Trong 100g |
| ---------------- | ------------ | --------------- | ---------- |
| Năng lượng (Kal) | 32           | Nước(g)         | 88.4       |
| Đạm thô (g)      | 2.0          | Béo thô (g)     | 0.6        |
| Đường (g)        | 1.3          | Xơ thô (g)      | 1.2        |
| Tro (g)          | 0.5          | Canxi(mg)       | 45         |
| Photpho (mg)     | 28           | Vitamin A (lU)  | 492        |
| Vitamin B1 (mg)  | 0.03         | Vitamin B2 (mg) | 0.06       |
| vitamin B3 (mg)  | 2.1          | Vitamin C(mg)   | 21         |

### Vấn đề về ký sinh trùng
Hàn Quốc nhập khẩu nhiều kim chi hơn là xuất khẩu, trong đó kim chi được nhập chủ yếu từ Trung Quốc. Năm 2005, người ta phát hiện ra rằng một tỷ lệ đáng kể kim chi Trung Quốc bị nhiễm trứng ký sinh trùng. Điều này dẫn tới việc Hàn Quốc cấm nhập khẩu kim chi Trung Quốc. Tuy nhiên, vài ngày sau, người ta thấy rõ rằng một số loại kim chi Hàn Quốc cũng bị nhiễm trứng ký sinh trùng.
Lợi ích khi ăn kim chi
Kim chi không chỉ là món ăn trông hấp dẫn và ngon miệng, mà nó ít calo, giàu chất sơ và gồm những lợi ích sau:
- Ngăn ngừa lão hóa
- Giúp giảm cân
- Xây dựng trái tim khỏe mạnh
- Cải thiện hệ tiêu hóa và đường ruột
- Tăng cường hệ miễn dịch
- Duy trì đôi mắt khỏe mạnh
- Giảm nguy cơ ung thư

## Thông tin khác
- Tại Hàn Quốc món kim chi nổi tiếng và được nhiều người ưa chuộng đến mức, trong tiếng Việt, Hàn Quốc còn được gọi bằng biệt danh là "xứ sở kim chi".[cần dẫn nguồn]
- Trong 10 tháng đầu năm 2006, lượng kim chi made in Korea bán ra trên toàn thế giới chỉ đạt 58,4 triệu đô la Mỹ, trong khi người Hàn Quốc lại tốn 73 triệu đô la Mỹ để nhập khẩu món ăn này từ Trung Quốc.[23]
- Năm 2013, văn hóa muối Kimchi của Hàn Quốc cũng được UNESCO công nhận là di sản văn hóa phi vật thể của nhân loại.[24]
- Năm 2021, nhà chức trách Hàn Quốc quyết định dùng "xinqi" làm tên tiếng Trung của kim chi thay cho "paocai" như đề xuất trước đó sau khi Bắc Kinh nhận được chứng nhận từ Tổ chức Tiêu chuẩn hóa Quốc tế (ISO) cho "paocai", vốn là món rau ngâm xuất xứ từ Tứ Xuyên, vào tháng 12 năm 2020.[25]